# Rometta
Rometta es una localidad italiana de la provincia de Mesina, región de Sicilia, con 6.558 habitantes.

Ubicación de la ciudad de Rometta dentro de la provincia de Mesina.

## Panorama

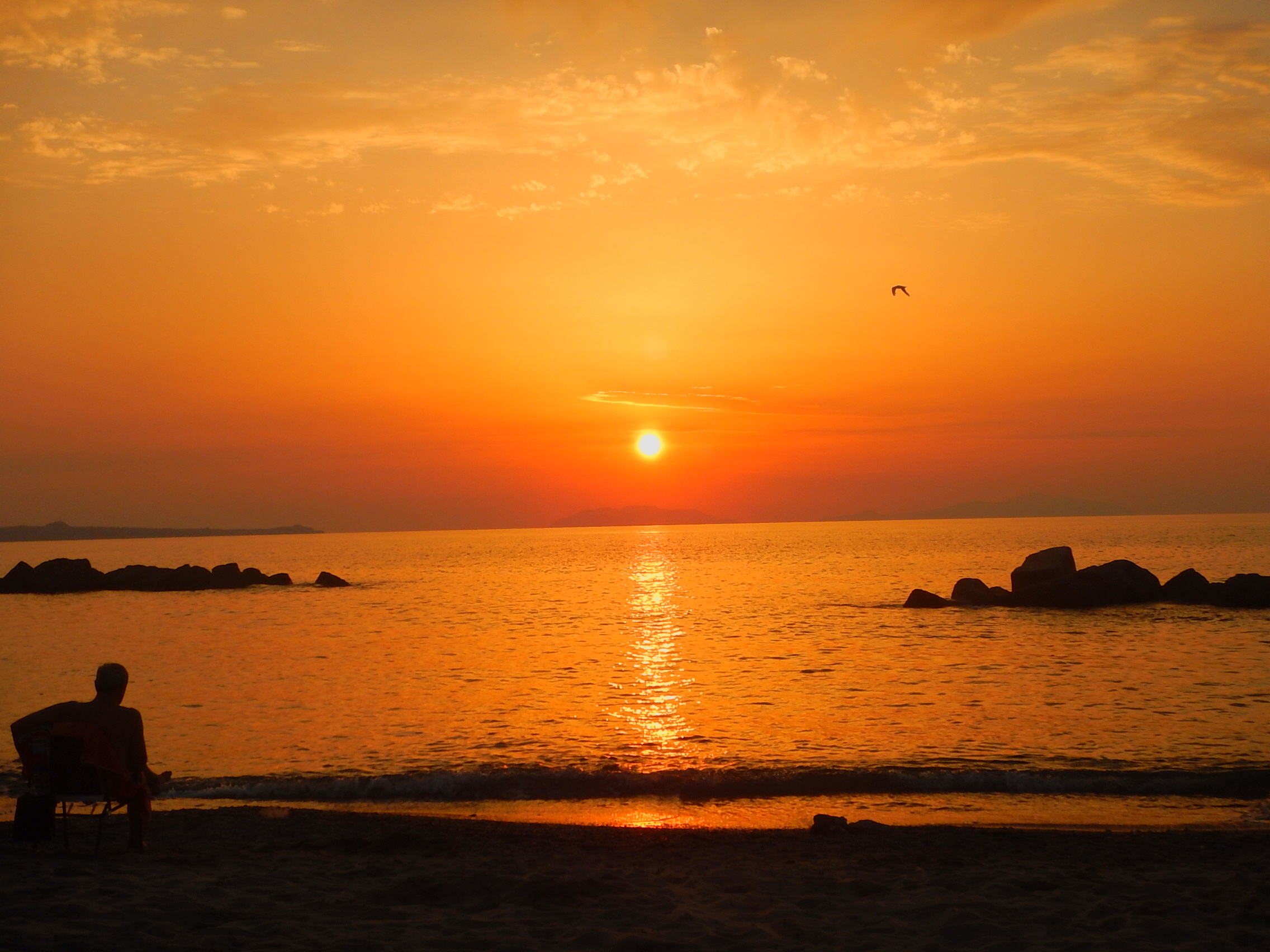
La playa de Rometta al atardecer frente a las Islas Eolias y Cabo Milazzo

## Evolución demográfica

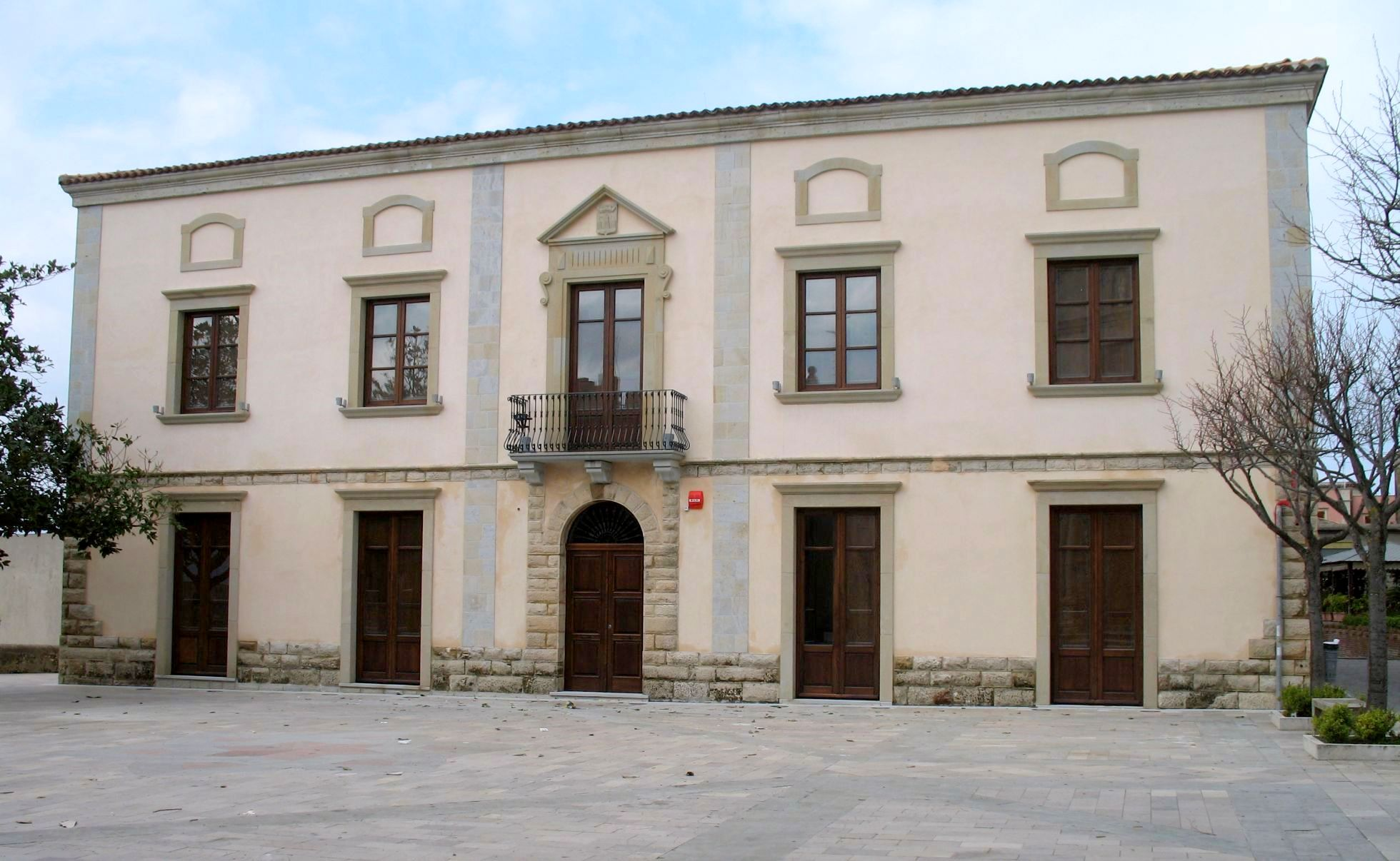
El Municipio.

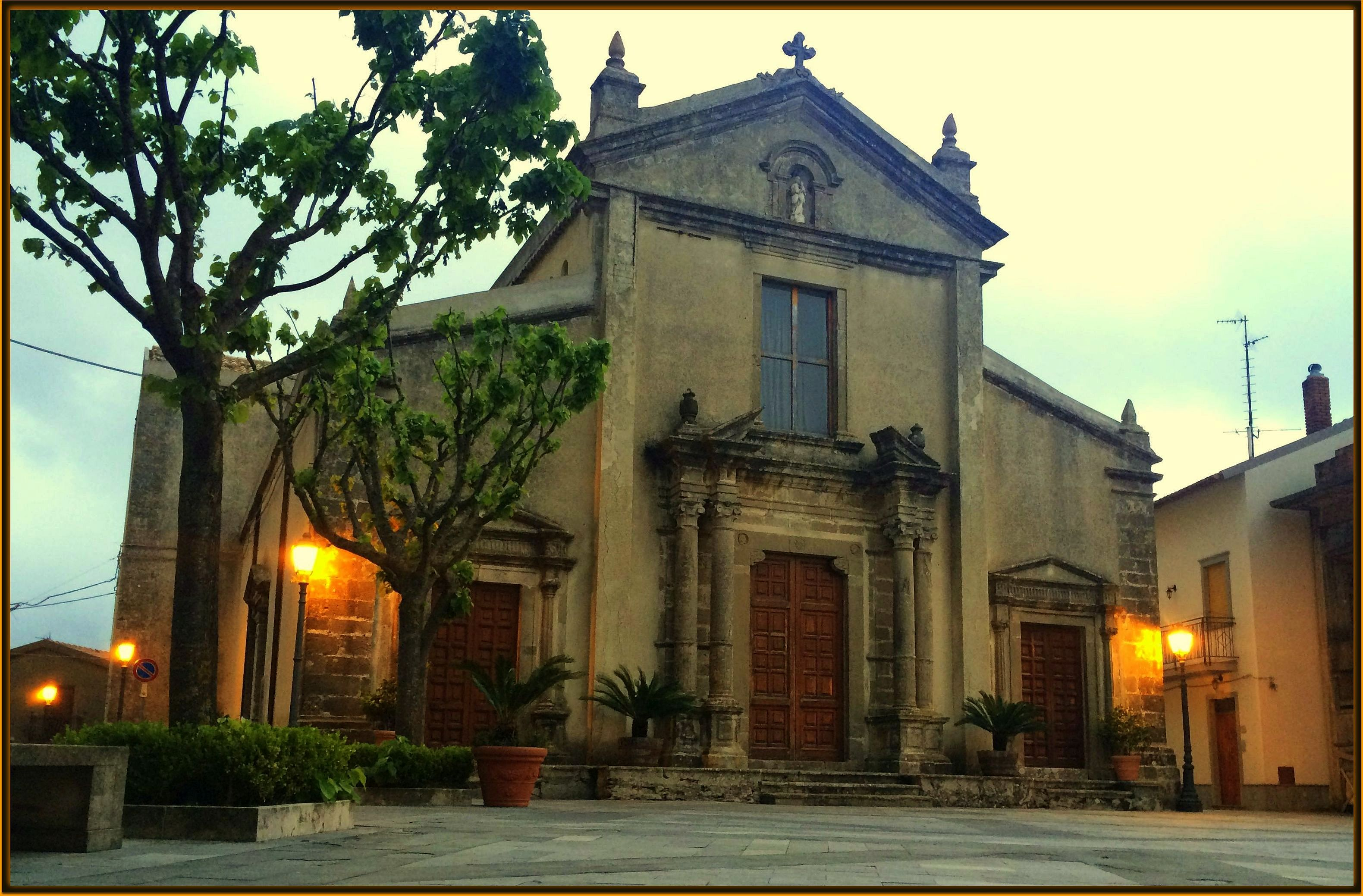
Iglesia Madre

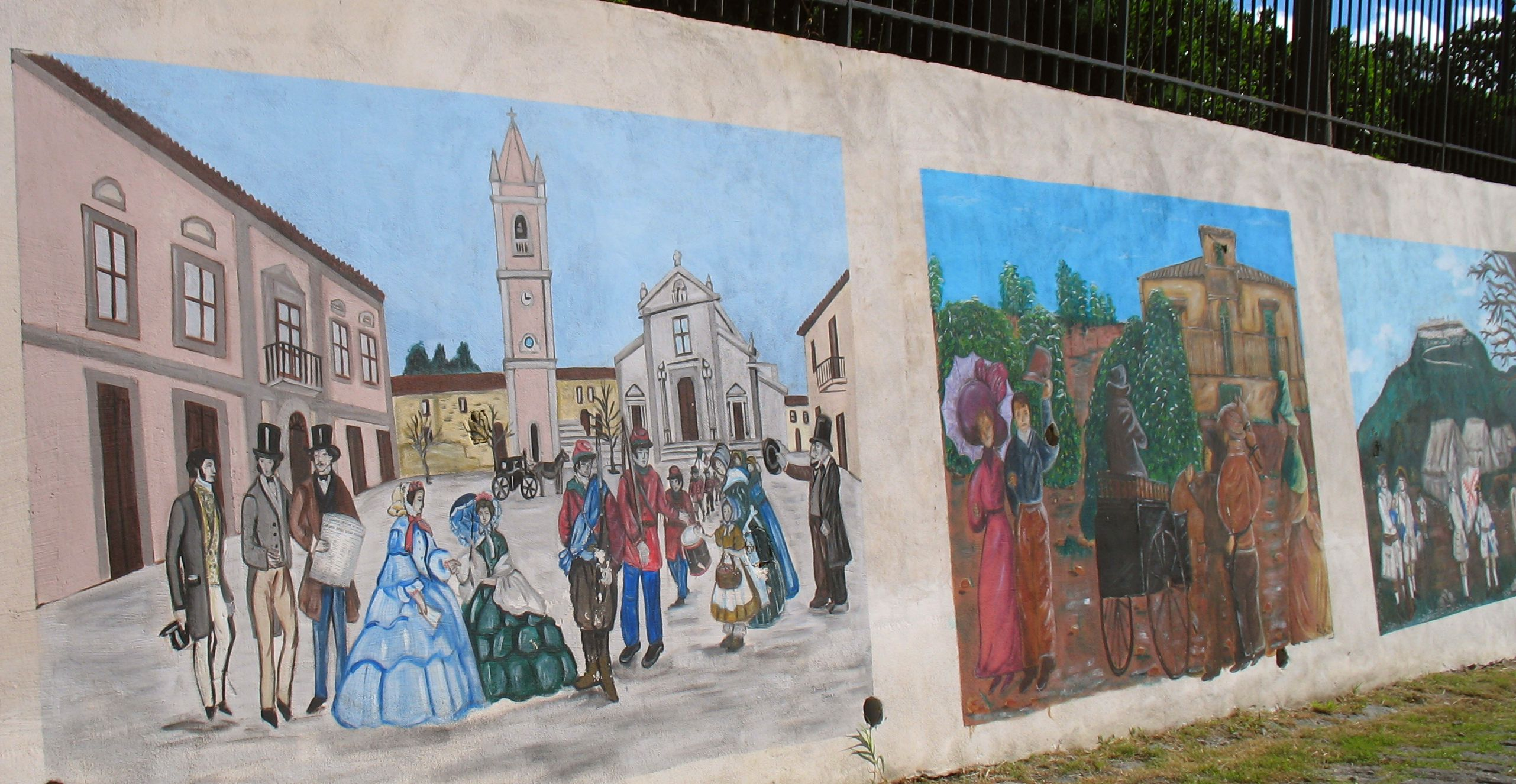
Murales

| Gráfica de evolución demográfica de Rometta entre 1861 y 2001 |
|                                                               |
| Fuente ISTAT - Elaboración gráfica por parte de Wikipedia     |